# Sinfonietta (Prokofjew)

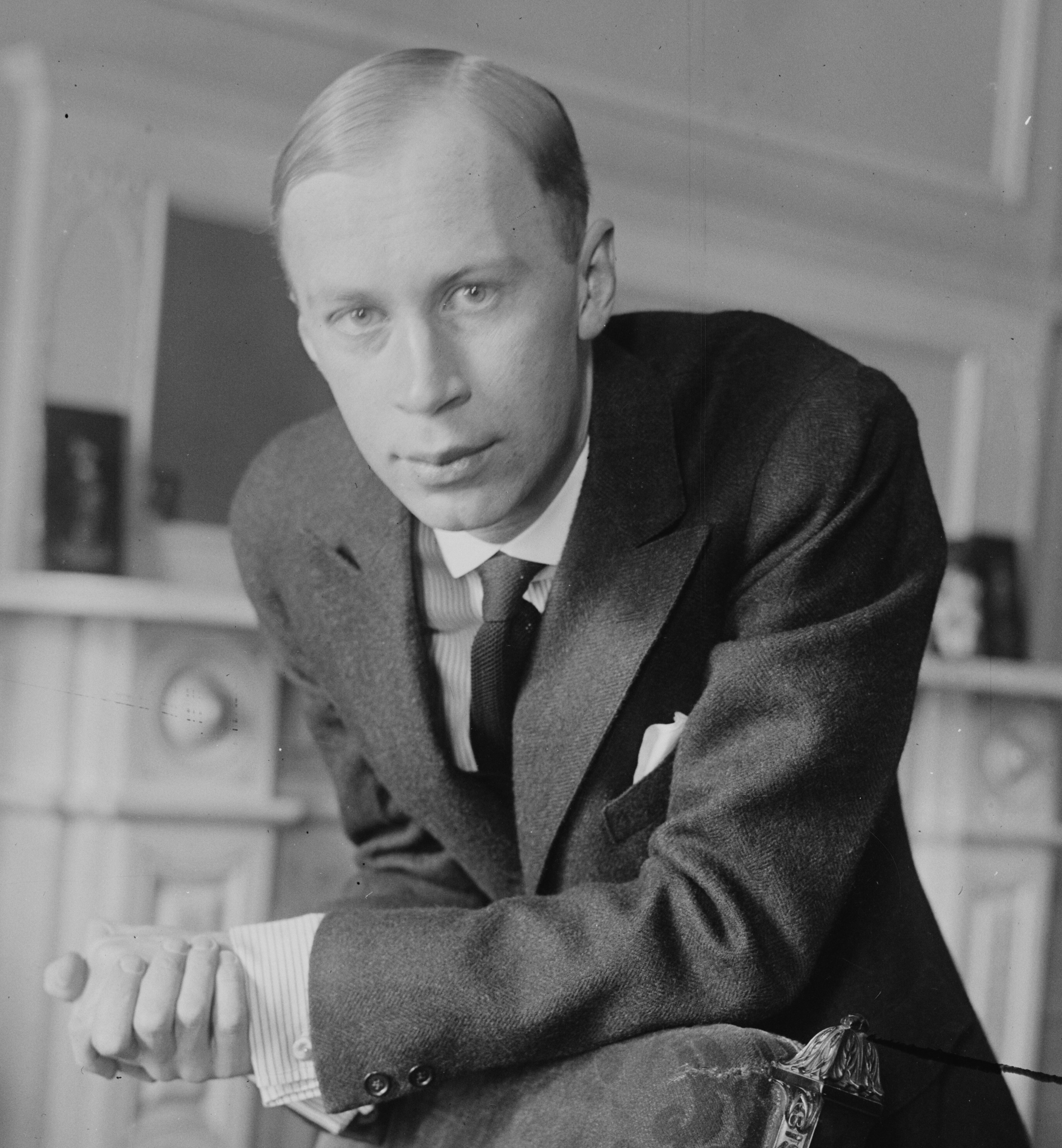
Sergei Prokofjew um 1918

Die Sinfonietta A-Dur des russischen Komponisten Sergei Prokofjew (1891–1953) entstand als dessen op. 5 bereits 1909, wurde aber 1914 und erneut 1929 überarbeitet und schließlich unter der doppelten Opuszahl 5/48 veröffentlicht.

## Entstehung, Uraufführung und Rezeption
Prokofjews Sinfonietta in A-Dur entstand im Sommer 1909 im Heim seiner Familie in der Ukraine als Ergebnis seines Unterrichts bei Nikolai Tscherepnin, der sein Interesse an den Werken Mozarts, Haydns und alten Tanzformen förderte. Das vorläufig mit der Opuszahl 5 versehene Werk blieb allerdings unpubliziert. Die Wertschätzung Prokofjews gegenüber seiner Schöpfung äußerte sich jedoch darin, dass er sie zweimal – 1914 und 1929 – nochmals überarbeitete unter Hinweis darauf, er habe „für eine transparente Schreibweise damals noch nicht über das notwendige Können“ verfügt.
Die Sinfonietta erklang nach der ersten Revision 1914 erstmals in einem von Alexander Siloti veranstalteten Konzert in St. Petersburg. Die Endfassung von 1929 wurde am 18. November 1930 unter Leitung von Konstantin Saradschew in Moskau uraufgeführt. Die Partitur der Tscherepnin gewidmeten Sinfonietta A-Dur erschien um 1931 als Prokofjews op. 5/48 in der Édition russe de musique.
Prokofjew äußerte in seinen späteren Erinnerungen Verwunderung darüber, dass die in ihrer Faktur seiner 1. Sinfonie so ähnliche Sinfonietta anders als diese vergleichsweise selten erklinge.

## Besetzung und Charakterisierung
Die Orchesterbesetzung verzichtet auf Pauken und Schlagwerk und umfasst folgende Instrumente: 2 Flöten, 2 Oboen, Englischhorn, 2 Klarinetten, 2 Fagotte, 4 Hörner, 2 Trompeten und Streicher.
Satzfolge:
- I. Allegro giocoso
- II. Andante
- III. Intermezzo. Vivace
- IV. Scherzo. Allegro risoluto
- V. Allegro giocoso

Der Gestus der Sinfonietta mit ihren fünf kurzen Sätzen (Gesamtspieldauer etwa 20 Minuten) verweist in vielerlei Hinsicht bereits auf die spätere 1. Sinfonie Prokofjews, die Symphonie classique, vor allem in den tänzerischen Sätzen I, III und V, die jeweils im 6/8-Takt stehen. Andante und Scherzo sind hingegen von eher grüblerischer bzw. grotesker Wirkung. Das Streben nach klassischer Transparenz zeigt sich auch in der schlanken Besetzung. Charakteristisch sind unerwartete Tonartverschiebungen. Der Schlusssatz greift thematisch auf den Beginn zurück.